# Семен Молодший Збаразький
Семен Молодший (Менший, Малий) Збаразький (*д/н — бл.1489, Старий Вишнівець) — князь українсько-литовського походження гербу Корибут. Мав також ім'я Євнутій, можливо прийняв його як чернече перед смертю.

## Життєпис
Походив з роду Несвицьких-Збаразьких. Син князя Василя Збаразького. Про дату народження немає відомостей. після загибелі батька у 1474 році був неповнолітнім, оскільки після цього опинився під опікою брата Семена.
У 1481 році під час розподілу дідичевих володінь Семен Менший разом зі старшим братом Михайлом отримав обидві Вишнівці та 13 сіл. Втім фактично ними керував опікун Семен Збаразький. Під час поділу Михайла й Семена Меншого, здійсненого 14 листопада 1482 року останній отримав Старий Вишнівець та 6 сіл. Тому також називався князем Вишневецьким, або Збаразьким-Вишневецьким.
Остання згадка про Семена Меншого відноситься до 2 червня 1489 року. Ймовірно, загинув під час нападу татарських загонів на Старий Вишнівець, втім, це не є достеменним. Нащадків не залишив.